# Axillardrüse
Die Axillardrüse ist eine bei bestimmten Fischarten paarig vorhandene Drüse, die eine proteinhaltige Substanz enthält, welche  bei Stresssituationen der Fische durch willentliche Muskelkontraktion entleert wird.

## Vorkommen
Ichthyologen der Heinrich-Heine-Universität Düsseldorf haben paarig angeordnete Drüsen bei verschiedenen Panzerwelsen nachgewiesen. Deren Ausgang befindet sich an der Basis der Brustflossen.  Die Drüse vergrößert sich zum Körperinneren hin und längsseits befindet sich je ein starker Muskel.  
Auch verschiedene Harnischwelse haben solche Drüsen.
Das enthaltene Sekret wird zur Abwehr von Fressfeinden verwendet und verursacht bei dem Angegriffenen Schmerzen. Daneben wird auch eine bakterizide Wirkung des Sekrets bei luminiszierenden Bakterien, etwa Aliivibrio fischeri, vermutet.